# Stars Dance
Stars Dance è il primo album in studio della cantante statunitense Selena Gomez, pubblicato il 19 luglio 2013 dalla Hollywood Records.
Dal momento della sua uscita, Stars Dance ha ricevuto recensioni generalmente contrastanti da parte dei critici musicali contemporanei. Mentre alcuni hanno complimentato sia la maturazione artistica della cantante che il contenuto del disco sia riguardo ai testi che vocalmente, altri hanno sottolineato la pesantezza e la generalità della produzione complessiva. È il suo primo album a debuttare al numero uno della Billboard 200, con una vendita di 97.000 copie. Nonostante ciò, nel paese il disco ha riscontrato vendite inferiori rispetto ai suoi precedenti lavori o al suo successore Revival del 2015.

## Antefatti
Nel gennaio del 2012 la cantante ha annunciato che avrebbe preso un periodo di pausa dalla musica per concentrarsi sulla sua carriera di attrice, scrivendo sulla sua pagina Facebook: «io e la mia band prenderemo strade separate per un bel po' di tempo. Quest'anno sarà tutto sui film e sulla recitazione, e voglio che la mia band suoni dovunque con chiunque. Torneremo ma, sarà dopo molto tempo». Nonostante ciò, la Gomez ha confermato nell'ottobre dello stesso anno di aver incominciato a lavorare ad un nuovo album, che però sarebbe stato il suo primo da solista e non il quarto con il suo gruppo.
Nel mese di marzo 2013 la cantante ha annunciato a marzo che il primo singolo dell'album sarebbe stato pubblicato il mese seguente, mentre l'album nel corso dell'estate. Il 15 aprile, ha annunciato il suo primo tour mondiale Stars Dance Tour, il 3 giugno ha rivelato il titolo dell'album insieme alla lista tracce e alla copertina.

## Composizione
Per la lavorazione dell'album la cantante ha lavorato con il duo The Cataracs e il gruppo norvegese Stargate, e con il gruppo Rock Mafia per la realizzazione di numerosi brani. Con questo nuovo album, la Gomez ha cercato di avere maggiore controllo creativo sulla sua musica, e Jason Evigan, con cui ha lavorato, ha dichiarato: «non è più una bambina, vuole essere così ed essere rispettata come i grandi artisti pop là fuori [...] Ed io penso che lo sia». Prima dell'uscita dell'album, la cantante ha annunciato che avrebbe preso una pausa dalla musica dopo Stars Dance, commentando «Ho detto che ho lavorato molto duramente su questo disco e sento che potrebbe essere il mio ultimo per un po' [...] adoro recitare e adoro il cinema e non mi sento di averne fatto abbastanza».

### I brani
L'album si apre con Birthday, un brano synthpunk definito da Julia Rubin di Headlines and Global News una versione bubblegum di Cockiness (Love It) di Rihanna. Slow Down, secondo singolo estratto, è un brano dance pop il cui testo parla di «rallentare il brano», in modo tale da non far finire la festa. Stars Dance, la title track dell'album, è un brano dubstep definito dalla critica specializzata come «ansimante e sensuale», avente un beat orchestrale-dubstep, ed è stata paragonata ad alcuni brani di Britney Spears. Like a Champion è una canzone dancehall, con influenze funk, reggae e soca, ed ha ricevuto numerosi paragoni con i brani di Rihanna. Come & Get It è un brano elettropop, avente un beat bhangra e influenze della musica indiana.
Forget Forever è una canzone dance pop e synth pop e parla di una rottura. Save the Day è un brano pop latino e house. B.E.A.T. è un brano urban hip hop che usa come campionamento il coro del singolo di Dev Bass Down Low. Write Your Name è stata descritta come una canzone house ed electronic dance «esotica».

## Promozione
L'album è stato anticipato dal singolo di lancio Come & Get It, pubblicato l'8 aprile sull'iTunes Store; il relativo videoclip invece è stato pubblicato il 7 maggio. Il 3 giugno invece è stato reso disponibile per l'ascolto il brano Slow Down, pubblicato dalla cantante attraverso il suo canale YouTube. Il relativo videoclip è stato pubblicato il 19 luglio, mentre il singolo è stato pubblicato il 20 agosto.
La promozione dell'album è stata costituita principalmente da apparizioni televisive ed esibizioni dal vivo da parte della cantante. Tra il mese di aprile e quello di maggio 2013, Selena Gomez si è esibita con Come & Get It in diverse occasioni, fra cui la versione statunitense del talent show Ballando con le stelle e i Billboard Music Award. Il 17 luglio la Gomez ha pubblicato un'anteprima del disco sul suo profilo Twitter. Dopo aver preso una breve pausa dal pubblicizzare la nuova musica, la cantante è tornata sulle scene proseguendo il tour promozionale, potendo includere ad esso anche il secondo singolo Slow Down, che ha eseguito per la prima volta nel corso della celebrazione del 4 luglio indetta da Macy's.
Come già preannunciato nell'aprile del 2013 dall'artista stessa, è partito nel mese di agosto dello stesso anno il suo primo tour mondiale da cantante solista: lo Stars Dance Tour. Esso ha visitato l'America del Nord e l'Europa nel corso dell'anno, riscuotendo un buon successo commerciale sin dal suo lancio. Avrebbe dovuto incorporare diverse date anche in gran parte dell'Asia e in Australia durante il 2014 ma esse vennero poi cancellate a causa di problemi personali da parte della Gomez stessa.

## Tracce

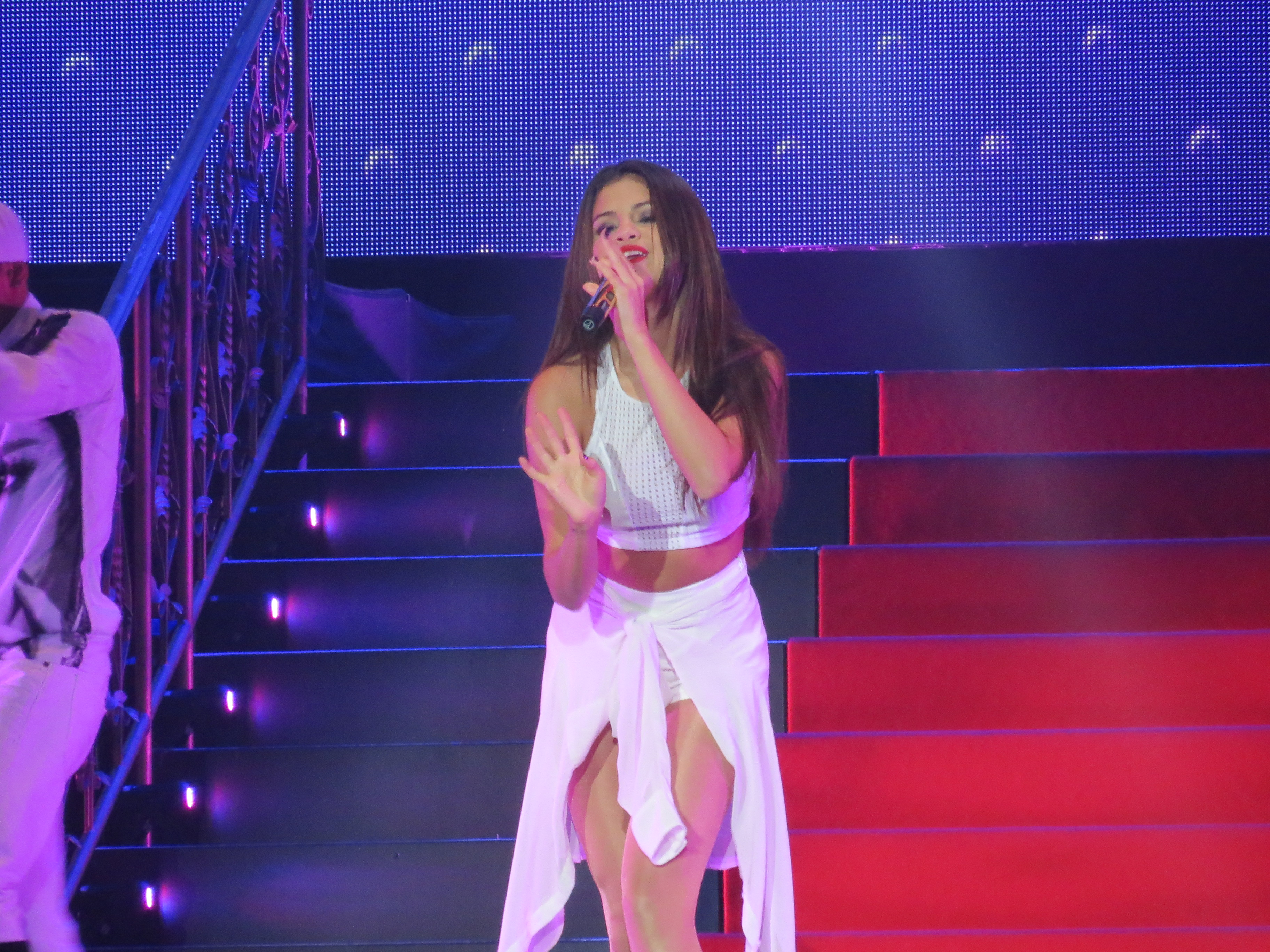
Selena Gomez in tour a San Diego nel novembre del 2013

1. Birthday – 3:20 (Crista Russo, Mike Del Rio, Jacob Kasher Hindlin, Selena Gomez)
2. Slow Down – 3:30 (Lindy Robbins, Julia Michaels, Niles Hollowell-Dhar, David Kuncio, Freddy Wexler)
3. Stars Dance – 3:37 (Antonina Armato, Tim James, Adam Schmalholz)
4. Like a Champion – 2:55 (Daniel James, Leah Haywood, Peter Thomas, Bebe Rexha, Mark Myrie, Leroy Sibbles, Selena Gomez)
5. Come & Get It – 3:51 (Ester Dean, Mikkel Storleer Eriksen, Tor Erik Hermansen)
6. Forget Forever – 4:11 (Jason Evigan, Clarence Coffee Jr., Alexander Izquierdo, Jordan Johnson, Stefan Johnson, Marcus Lomax)
7. Save the Day – 3:52 (Mitch Allan, Evigan, Livvi Franc)
8. B.E.A.T. – 3:04 (Freddy Wexler, Jai Marlon, Heather Jeanette Miley, Selena Gomez)
9. Write Your Name – 3:16 (Daniel James, Leah Haywood, Arnthor Birgisson)
10. Undercover – 3:53 (Lindy Robbins, Julia Michaels, Niles Hollowell-Dhar, Rome Ramirez)
11. Love Will Remember – 3:30 (Selena Gomez, Antonina Armato, Lisa Higgle, Desmond Child, David Jost, Tim James)

Tracce bonus nell'edizione di iTunes
1. Nobody Does It Like You – 3:56 (Selena Gomez, Toby Gad, Lindy Robbins)
2. Music Feels Better – 3:10 (Selena Gomez, Leah Haywood, Daniel James, Jeremy Coleman)

Tracce bonus nell'edizione di Target
1. Lover in Me – 3:28
2. I Like It That Way – 4:11

DVD bonus presente nell'edizione di Walmart
1. Hit the Lights – 3:25 – originariamente interpretata dai Selena Gomez & the Scene
2. Who Says – 3:21 – originariamente interpretata dai Selena Gomez & the Scene
3. Love You like a Love Song – 3:41 – originariamente interpretata dai Selena Gomez & the Scene
4. Come & Get It – 4:50
5. Naturally – 3:15 – originariamente interpretata dai Selena Gomez & the Scene

## Successo commerciale
Negli Stati Uniti d'America Stars Dance ha debuttato direttamente in testa alla Billboard 200 con una vendita pari a 97.000 copie distribuite nel corso della prima settimana; tuttavia, durante la seconda settimana l'album ha subito un decremento del 68% (31.000 unità) e in aggiunta a ciò ha perso sette posizioni in classifica. L'album è rimasto complessivamente in classifica fino al gennaio 2014, totalizzando una vendita di 392.000 copie vendute nel territorio statunitense. A causa di ciò, Stars Dance non ha ricevuto alcuna certificazione da parte della RIAA, divenendo l'unico album della Gomez a non ottenere tale riconoscimento.
In Canada l'album ha regalato alla cantante la vetta delle classifiche e, grazie ad una vendita pari a 16.500 unità durante la sua settimana di debutto, è divenuto il suo primo lavoro ad ottenere tale posizionamento. Anche in Messico, l'album ha debuttato al primo posto nella rispettiva classifica, venendo inoltre certificato disco di platino.

## Classifiche

### Classifiche settimanali
| Classifica (2013) | Posizione massima |
| ----------------- | ----------------- |
| Australia         | 8                 |
| Austria           | 6                 |
| Belgio (Fiandre)  | 5                 |
| Belgio (Vallonia) | 10                |
| Canada            | 1                 |
| Danimarca         | 2                 |
| Finlandia         | 17                |
| Francia           | 12                |
| Germania          | 4                 |
| Italia            | 4                 |
| Norvegia          | 1                 |
| Nuova Zelanda     | 5                 |
| Paesi Bassi       | 10                |
| Polonia           | 5                 |
| Portogallo        | 2                 |
| Regno Unito       | 14                |
| Spagna            | 4                 |
| Stati Uniti       | 1                 |
| Svizzera          | 6                 |

### Classifiche di fine anno
| Classifica (2013) | Posizione massima |
| ----------------- | ----------------- |
| Belgio (Fiandre)  | 62                |
| Canada            | 42                |
| Francia           | 148               |
| Stati Uniti       | 101               |